# Europäischer Fernwanderweg E5
Der Europäische Fernwanderweg E5 ist ein Europäischer Fernwanderweg, der von der Atlantikküste Frankreichs in der Bretagne über die Alpen nach Verona in Italien führt. Insgesamt ist der Fernwanderweg 4120 Kilometer lang.

## Geschichte
Der Europäische Fernwanderweg E5 wurde zusammen mit dem E1 (Nordsee–Bodensee–Gotthard–Mittelmeer) am 2. Juli 1972 als Fernwanderweg Bodensee–Adria vom Gründer der Europäischen Wandervereinigung Georg Fahrbach eröffnet. Seinerzeit waren insgesamt sechs europäische Fernwanderwege geplant.

## Verlauf

### Frankreich

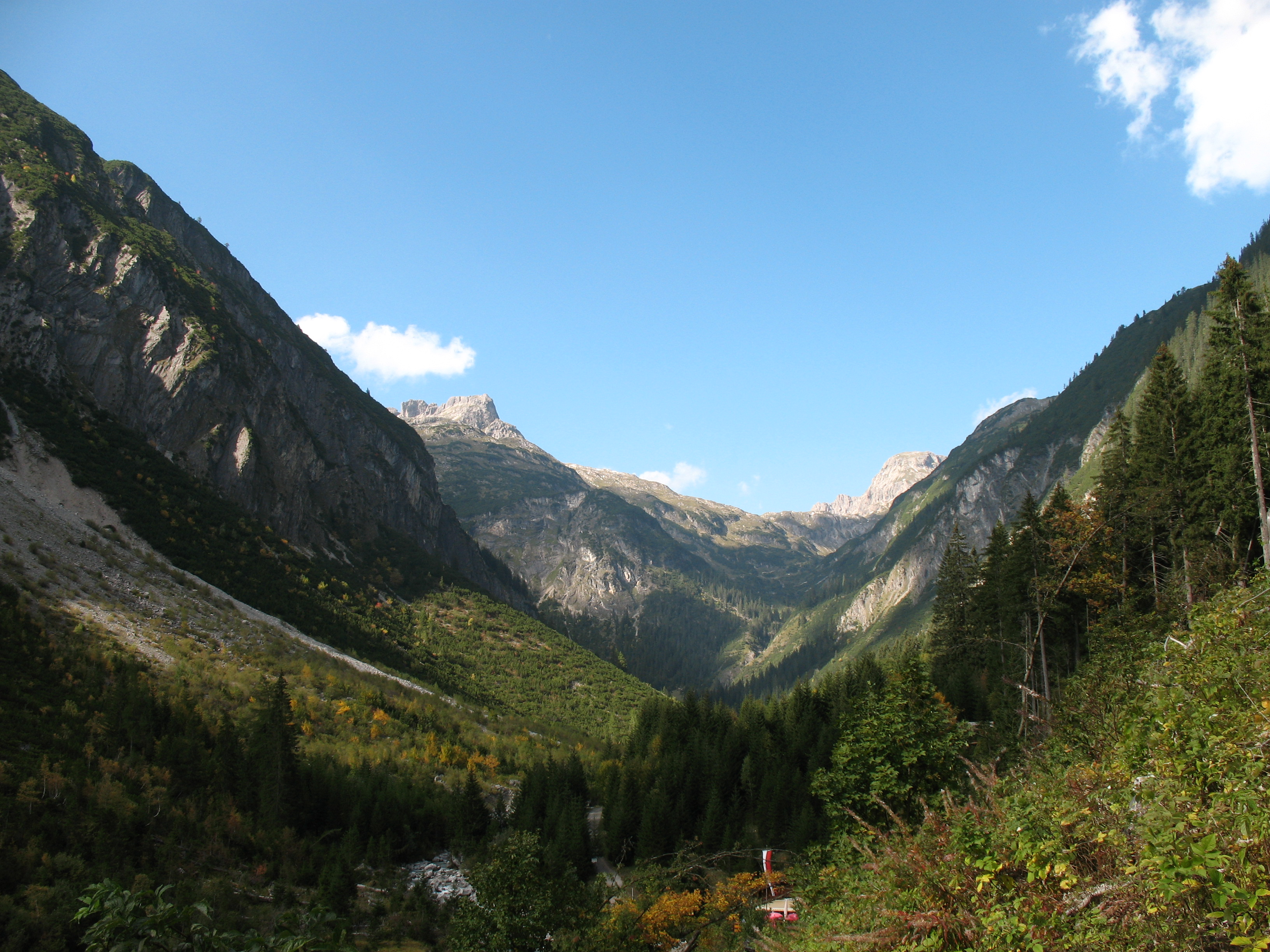
Höhenbachtal zwischen Kemptner und Memminger Hütte

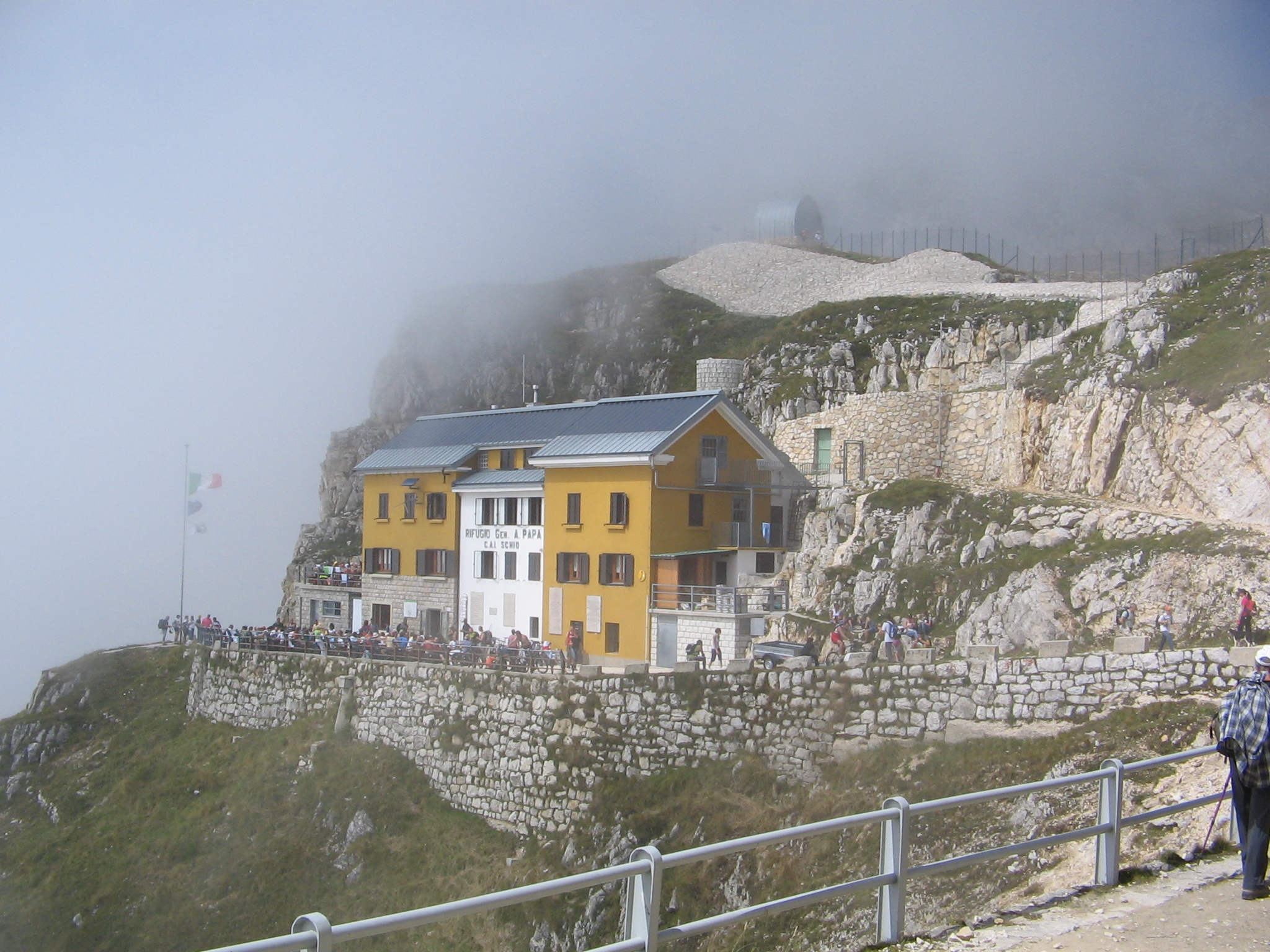
Rifugio Generale A. Papa

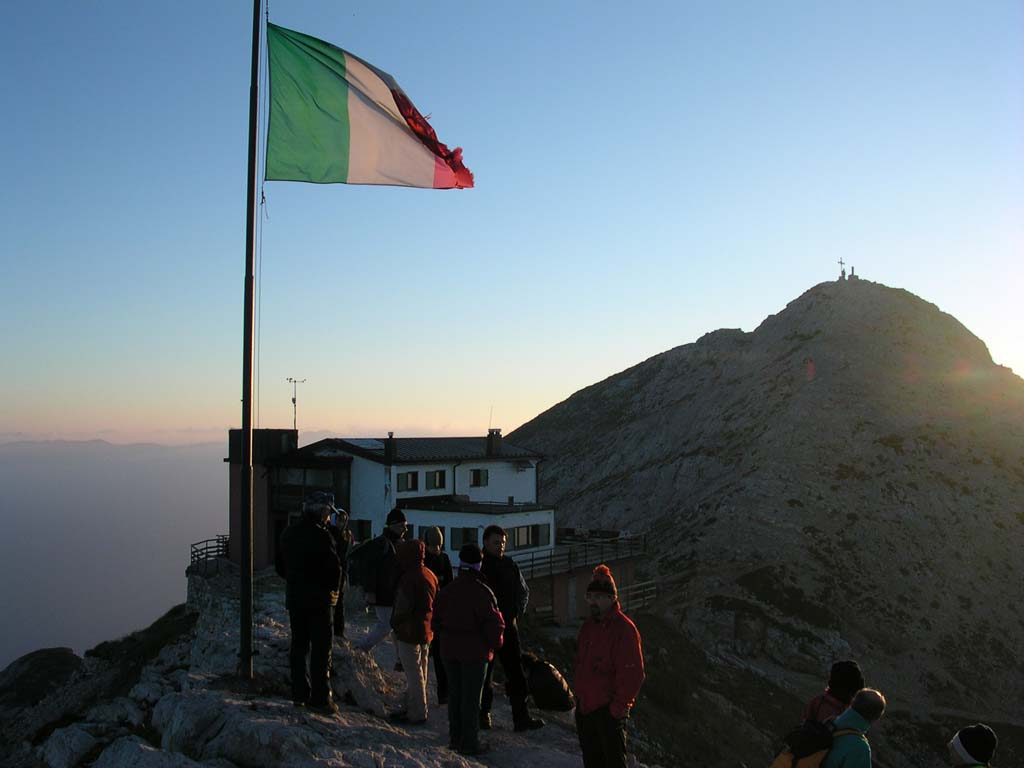
Rifugio Fraccaroli und Cima Carega

- Pointe du Raz ← 276 km → Lannion ← 285 km → St-Brieuc ← 273 km → Avranches ← 336 km → Verneuil-sur-Avre ← 323 km → Fontainebleau ← 276 km → Châtillon-sur-Seine ← 192 km → Langres ← 249 km → Montreux-Château (bei Belfort/Mulhouse) – gesamt rund 2210 km

Der E5 beginnt in Pointe du Raz, dem westlichsten Festlandpunkt Frankreichs, und verläuft anfangs gemeinsam mit dem E9 (von Portugal nach Estland). Er führt bis Le Faou entlang der Atlantikküste und dann durch die Monts d’Arrée innerhalb des Naturparks Armorique. In Plestin-les-Grèves erreicht man die Küste des Ärmelkanals. Der Weg führt weiter hinüber nach Versailles, südlich an Paris vorbei. In Fontainebleau kreuzt der E3 (vom Schwarzen Meer zur Iberischen Halbinsel). Entlang der Seine führt der Weg nach Dijon und kreuzt mehrmals den E4 (von Kap St. Vinzenz in Portugal nach Zypern). Der Weg führt weiter in die Vogesen und kreuzt den E2 (von Galway auf Irland nach Nizza). Schließlich erreicht der Weg nach etwa 2100 Kilometern durch Frankreich die Schweiz.

### Schweiz
- Montreux-Château (bei Belfort/Mulhouse) ← 102 km → Rheinfelden ← 158 km → Kreuzlingen (Konstanz) ← 28 km → Arbon ← 18 km → Rheineck – gesamt rund 306 km

Nördlich von Delémont führt der Weg durch die Ausläufer des Schweizer Jura in Richtung Basel. Ab hier verläuft der Weg auf meist ebener Strecke entlang des Hochrheins weiter zum Rheinfall bei Neuhausen, wo er wieder auf den E4 und auf den E1 trifft. Der Weg führt an den Südufern von Unter- und Obersee des Bodensees vorbei bis Rheineck und zur Grenze nach Österreich.

### Österreich / Deutschland
- Rheineck ← 25 km → Bregenz ← 17 km → Staufner Haus ← 15 km → Sonthofen ← 26 km → Kemptner Hütte ← 23 km → Memminger Hütte ← 13 km → Zams ← 30 km → Braunschweiger Hütte ← 14 km → Zwieselstein – gesamt rund 163 km

In Bregenz trennen sich die Wegführungen des E5 und des alpinen E4, der E5 zieht gemeinsam mit dem Maximiliansweg (entspricht der voralpinen Variante des E4) nach Hittisau und weiter nach Deutschland. Hier beginnt der alpine Abschnitt, der auf einer der ältesten Fernwanderrouten Europas verläuft. Der Weg führt über Oberstdorf hinauf zur Kemptner Hütte. Am Unteren Mädelejoch wird die Grenze zu Österreich wieder überschritten. Durch Deutschland führen rund 50 Kilometer des E5.
Wieder in Österreich werden die Allgäuer Alpen überquert. Der Weg führt über die Lechtaler Alpen zur Memminger Hütte, wo der Weg bis Zams ein kurzes Stück gemeinsam mit dem E4 geführt wird. Der Weg führt weiter über den Venet durchs gesamte Pitztal bzw. in einer neueren Variante über das 3030 m hohe Madatschjoch im Kaunergrat direkt in den Talschluss des Pitztals nach Mittelberg. Am Geigenkamm zwischen Pitz- und Ötztal werden kurz hinter der Braunschweiger Hütte erneut fast 3000 Höhenmeter erreicht. Über das Timmelsjoch wird die Grenze zu Italien überquert, womit der Weg rund 175 Kilometer durch Österreich führt. Eine weitere Variante führt über die 3019 m hohe Similaunhütte nach Italien.

### Italien
- Zwieselstein / Timmelsjoch ← 17 km → Moos ← 14 km → Pfandler Alm (Sarntaler Alpen) ← 14 km → Meraner Hütte ← 19 km → Bozen ← 22 km → Aldein, Bletterbachschlucht, Schmiederalm, Oberradein (Redagno) ← 15 km → Gfrill (Cauria) ← 20 km → Segonzano ← 17 km → Palai im Fersental (Palú del Fersina) ← 21 km → Levico Terme ← 12 km → Lusern (Luserna) ← 8 km → Coepass (Passo Coe) ← 13 km → Rifugio Lancia ← 23 km → Rifugio Campogrosso ← 15 km → Giazza ← 22 km → Erbezzo ← 31 km → Avesa (Stadtteil von Verona) – gesamt rund 284 km

Am Fuß von Hochwart und Heiligkreuz-Spitze führt der Wanderweg hoch über dem Passeiertal über die Hirzerhütte, vorbei am Hirzer, über die Meraner Hütte und weiter nach Bozen in Südtirol. (Hier endet auch eine Teilstrecke des E10.) Im Südtiroler Unterland liegen Weißhorn und Schwarzhorn am Weg, der dann über Gfrill bei Salurn den deutschen Sprachraum verlässt. Jetzt geht es im Trentino am Heiligen See in der Gemeinde Cembra Lisignago vorbei (siehe auch Dürerweg) und über Palai und nahe am Rifugio Sette Selle vorbei nach Levico Terme. Von hier aus führt der Weg auf die Hochebene von Lavarone. Über den Passo Coe, den Monte Maggio, den Passo della Borcola erreicht der Weg den Pasubio und noch einmal die 2000 Höhenmeter. Weiter führt der Weg zum Rifugio Lancia, über den Dente Austriaco und Dente Italiano zum Rifugio Achille Papa. Auf der Straße der Helden (it. Strada degli Eroi) führt der Weg hinunter zum Passo Pian delle Fugazze und weiter zum Passo Campogrosso. Ab hier folgt die letzte 2000er Gebirgsgruppe, die Caregagruppe (kleine Dolomiten), in der das Rifugio Fraccaroli (2239 m) liegt. Durch das Revolte-Tal führt der E5 hinunter nach Giazza, um gleich wieder hinauf auf die Hochfläche der Lessinischen Alpen zu gelangen. Nun führen ihn die letzten Kilometer nach Erbezzo, zu der Naturbrücke Ponte di Veja, der Burago-Schlucht und schließlich nach Verona. Für viele Wanderer endet der E5 an der Arena von Verona, weil es zwischen Verona und Venedig keine reizvollen Wanderwege gibt.